# Wierzchosławice (okres Jawor)
Wierzchosławice je vesnice na jihu Polska v Dolnoslezském vojvodství. Zastavěná část obce se nachází po obou stranách silnice jdoucí v mírném půlkruhu od severu k jihu. Na obou koncích se vesnice napojuje na silnici číslo 5. Ve vesnici se nachází knihovna, hřbitov a kostel svatého Josefa. Nad vsí jsou v jedné části umístěné větrné elektrárny.

## Galerie

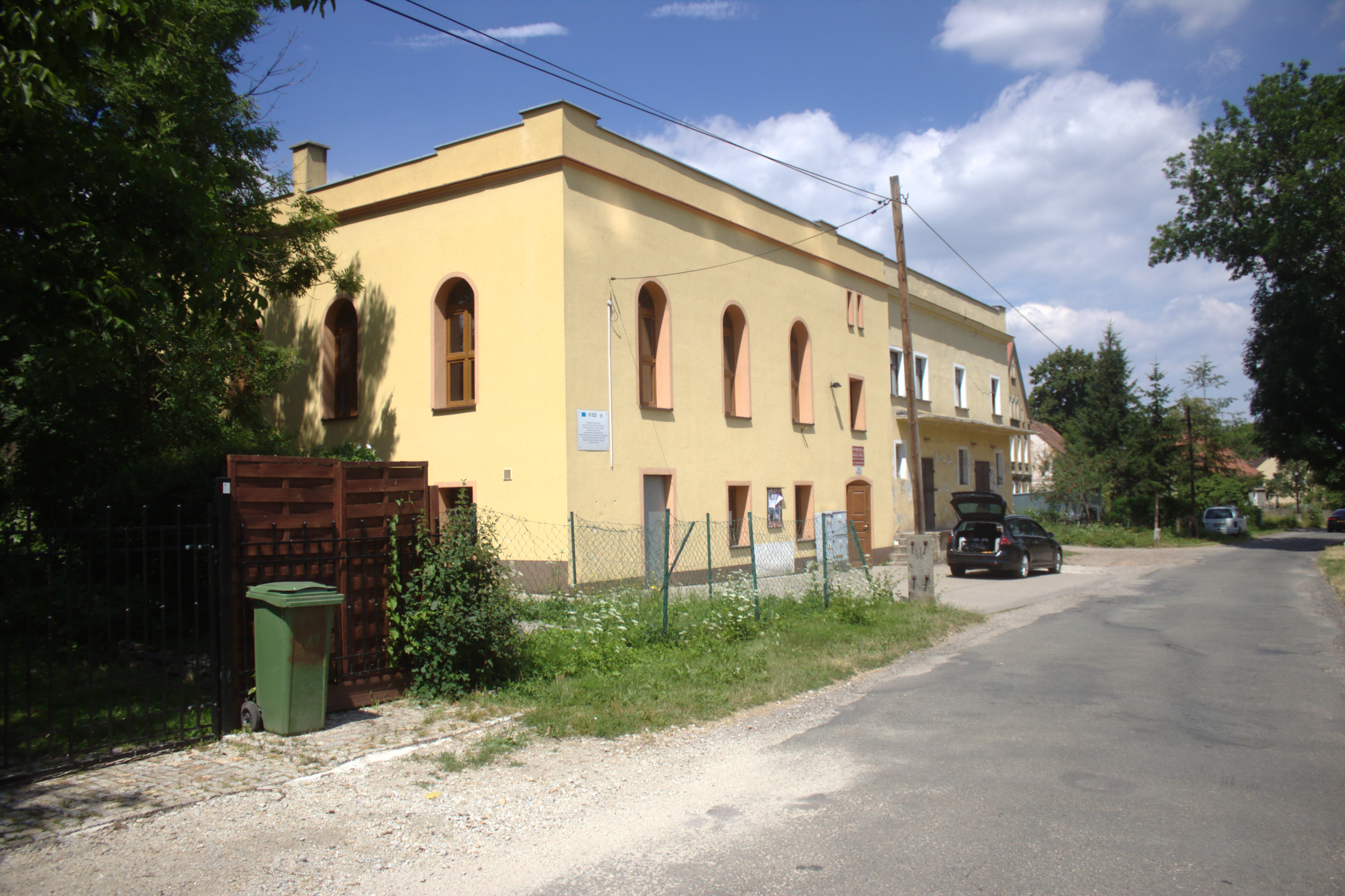
Dům u silnice
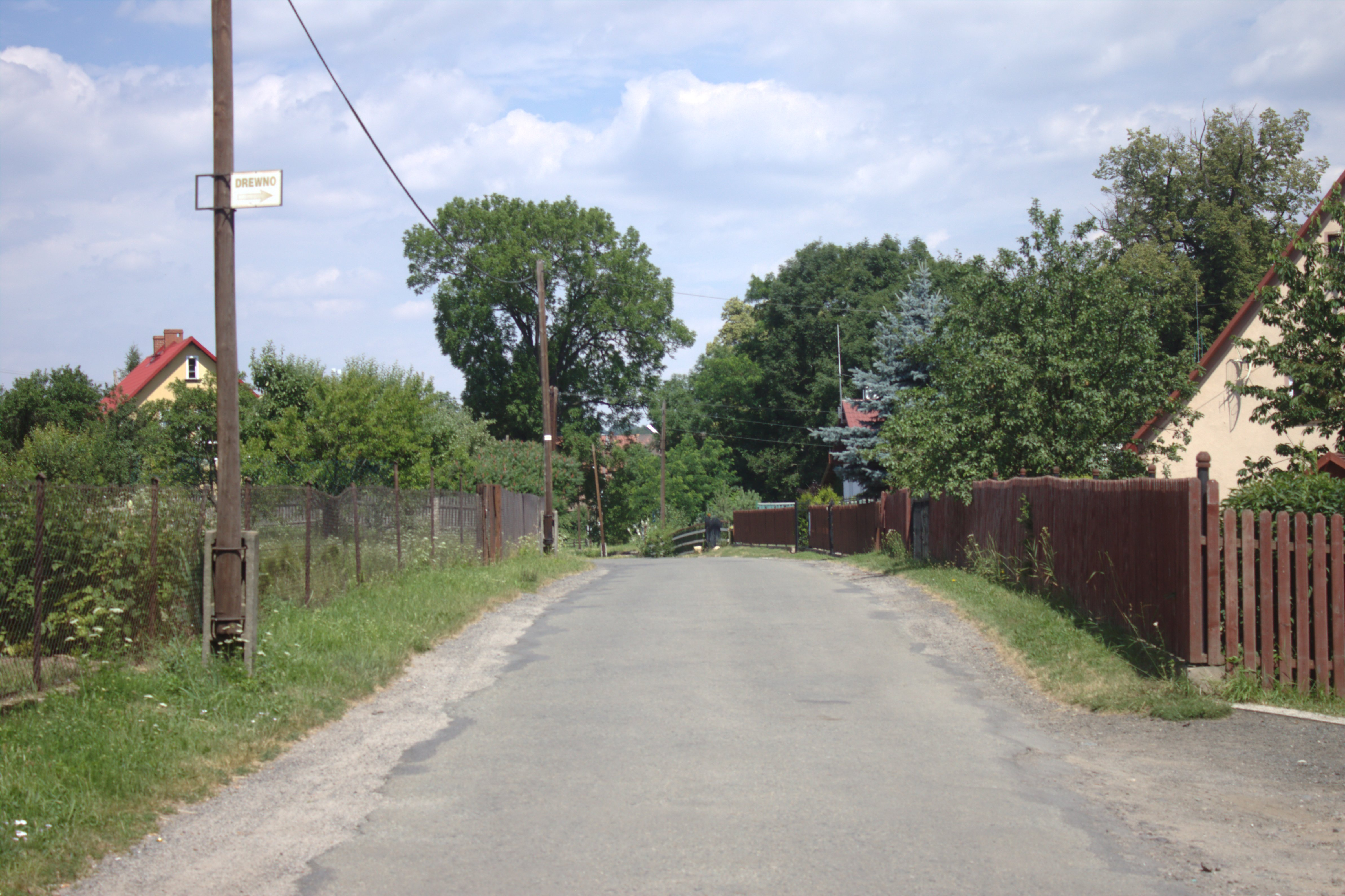
Hlavní silnice
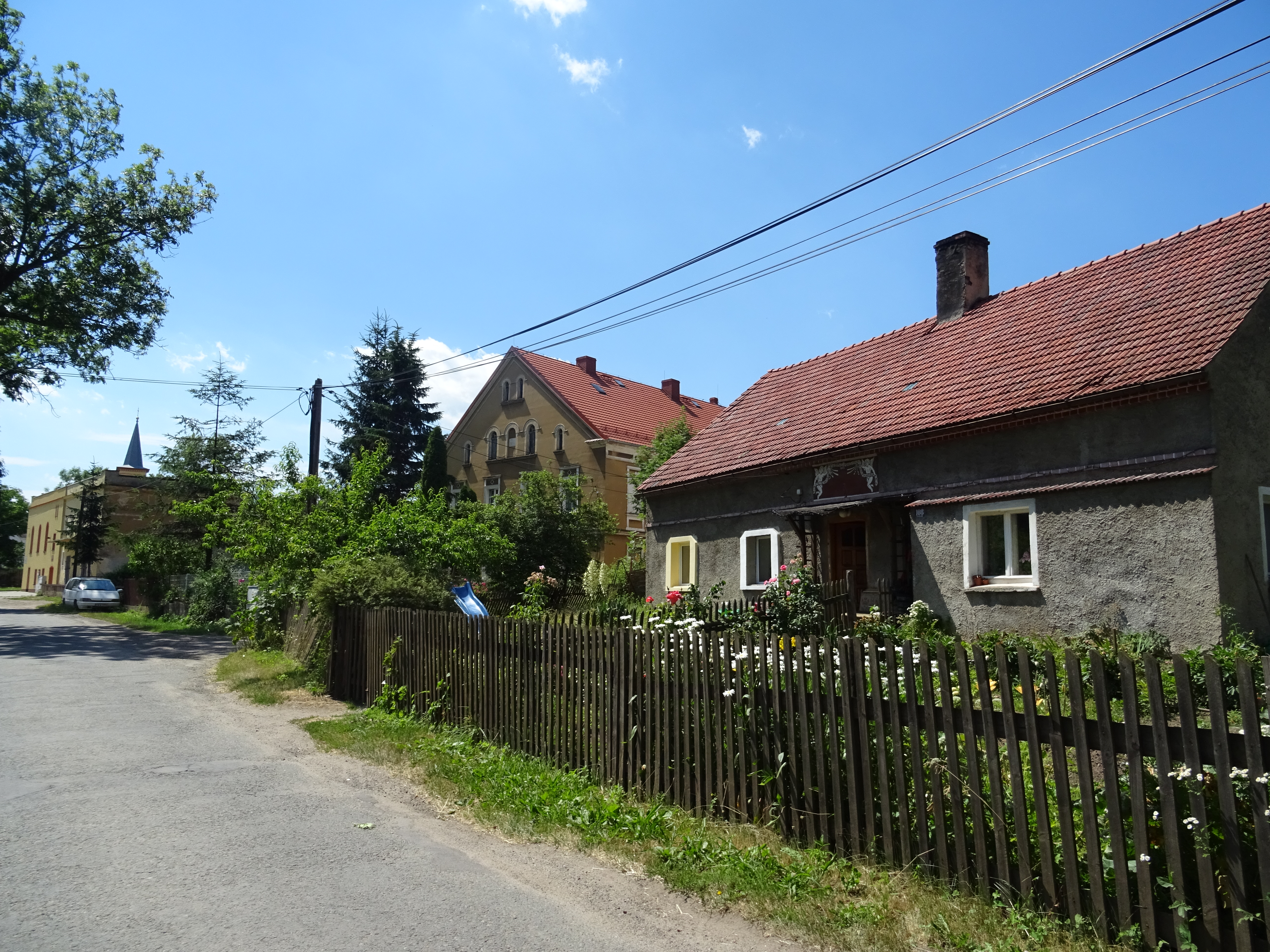
Domy u silnice
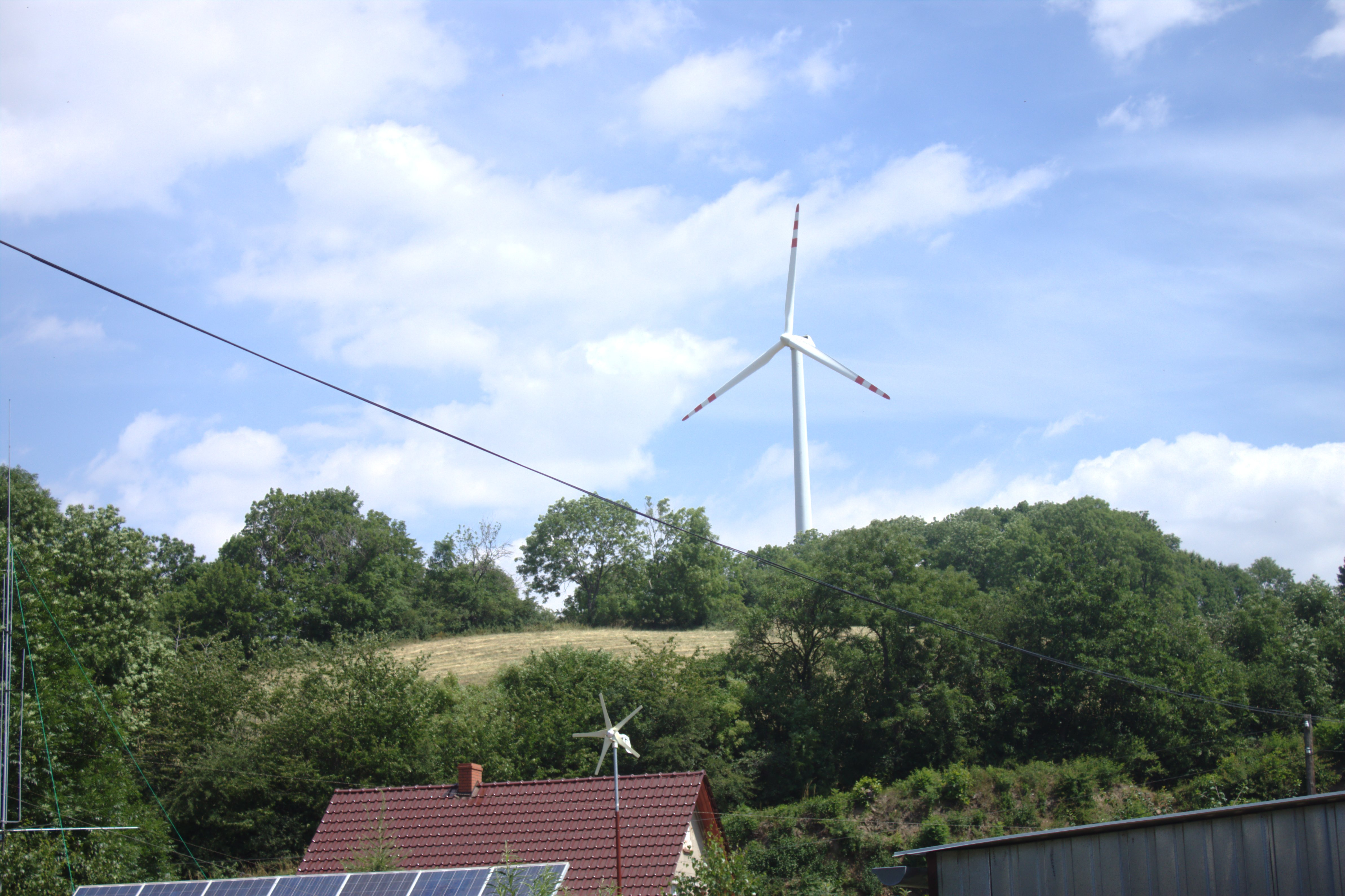
Větrná elektrárna